# Tu was du willst
Tu was du willst ist ein Lied der deutschen Singer-Songwriterin Madeline Juno aus dem Jahr 2021. Das Stück ist die vierte Singleauskopplung aus ihrem fünften Studioalbum Besser kann ich es nicht erklären sowie Teil der EP She Inspired Me.

## Entstehung und Artwork

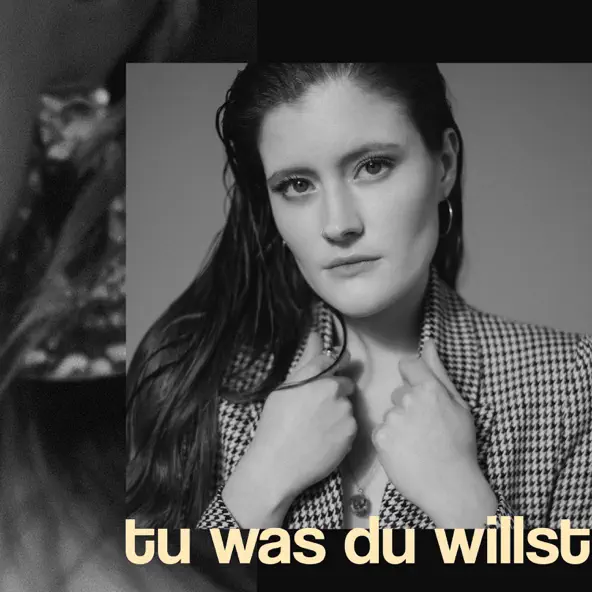
Frontcover zur Akustik-Single

Das Lied wurde von der Interpretin selbst, gemeinsam mit dem Berliner Musiker Joschka Bender und dem Koblenzer Sänger Wieland Stahnecker (Blinker), geschrieben. Bender zeichnete darüber hinaus auch für die Aufnahme, Instrumentierung, Produktion und Programmierung verantwortlich. Für die Instrumentierung spielte er dabei die Gitarre und das Keyboard ein. Blinker arbeitete bei der Produktion zu Besser kann ich es nicht erklären erstmals mit Juno zusammen. Bender ist bereits seit Beginn von Junos Karriere im Jahr 2013 festes Mitglied ihrer Liveband und an diversen Produktionen, in verschiedenen Funktionen, beteiligt. Abgemischt wurde das Lied durch den Kornwestheimer Toningenieur Ralf Christian Mayer. Das Mastering erfolgte durch GKG Mastering in Freising, unter der Leitung des Studioinhabers Ludwig Maier. Darüber hinaus fungierte Horst Koerner vom Berliner Meingebeat Tonstudio als Tontechniker.
Auf dem Frontcover der Single ist – neben dem Liedtitel – Juno zu sehen. Es zeigt sie brustaufwärts, während sie einen karierten Blazer trägt, diesen mit beiden Händen in Kragenhöhe packt und den Blick in Richtung der Kamara gerichtet hat. Ein alternatives Coverbild zeigt das gleiche Artwork überwiegend in schwarz-weiß. Die Fotografie entstand während eines Fotoshootings für die EP She Inspired Me und stammt vom Berliner Filmemacher und Fotografen Danny Jungslund, der zuvor auch schon Regie für Junos Musikvideo zu Über Dich (November 2020) führte.

## Veröffentlichung und Promotion
Die Erstveröffentlichung von Tu was du willst erfolgte als Single am 2. Juni 2021 bei Embassy of Music. Diese erschien als digitaler Einzeltrack zum Download und Streaming. Der Vertrieb erfolgte durch Tonpool, verlegt wurde das Lied durch BMG Rights Management und Universal Music Publishing. Am 16. Juni 2021 erschien das Lied als Teil von Junos vierter EP She Inspired Me, dessen einzige Singleauskopplung es ist. Genau einen Monat nach der Singleveröffentlichung erschien eine Singleausführung mit einer Akustikversion des Liedes. Diese erschien als digitale 2-Track-Single mit der Studioaufnahme des Liedes. Eingespielt wurde diese mit Matze Heising und Patrick Luckert an den Gitarren. Am 14. Januar 2022 erschien das Lied in seiner Studioversion als Teil von Junos fünften Studioalbum Besser kann ich es nicht erklären (Katalognummer: 770200), dessen vierte Singleauskopplung es ist.
Erstmals angekündigt wurde die Singleauskopplung von Juno selbst am 30. Mai 2021 über ihren Instagram-Kanal, dabei präsentierte sie auch erstmals das Coverbild. Kurz nach der Singleveröffentlichung wurde Juno zum Gesicht der „Spotify Deutschpop Playlist“.

## Inhalt
| „Tu, was du willst, ich halt’ dich nicht auf. Lass alles liegen, was du nicht mehr brauchst. Wirf alles weg, meine Liebe auch. Mach, was du am besten kannst und lauf.“ – Refrain, Originalauszug | Der Liedtext zu Tu was du willst ist in deutscher Sprache verfasst und stammt von der Interpretin selbst sowie Joschka Bender und Blinker. Alle Texter komponierten zugleich die Musik in der Tonart es-Moll mit 122 Schläge pro Minute. Musikalisch bewegt sich das Lied im Bereich der Popmusik. |

Inhaltlich beschreibt Tu was du willst den Blick nach vorne, nachdem man mit einer Liebesbeziehung abgeschlossen hat. Der Person ist es mittlerweile egal, was der Ex-Partner macht, er solle machen was er will, ohne das ihm jemand im Weg stehe. Juno hinterfragt sich hierbei selbst, wie dumm sie gewesen sei („Auf einer Skala von eins bis: Wie dumm kann man sein?“), unbedingt an ihrem Ex-Partner festzuhalten („Hab’ ich gewollt, dass du für immer bleibst“). Sie habe die Hälfte ihrer Zeit mit ihm verbracht, trotzdem sei sie die meiste Zeit über alleine gewesen („36 Grad, aber eiskalt, die Hälfte der Zeit / War ich bei dir und trotzdem allein“). Obwohl ihr wenig Aufmerksamkeit entgegengebracht worden sei, habe sie ihm mehr als sich selbst geglaubt und gehofft („Doch ich hab’ dir mehr geglaubt als mir selbst“), dass er seine Versprechen doch einhalte („Dass du versprichst, was du eh nicht hältst“). Er verlässt sie schließlich und rede schlecht über sie („Du hast gesagt, deine Ex ist ’n Psycho ohne Grund“). Heute wisse sie, dass es andersrum gewesen sei („Heute weiß ich, es war andersrum“). Inzwischen richte sie den Blickt nach vorne und ihr sei es egal, was der Ex-Partner mache („Tu, was du willst, ich halt’ dich nicht auf“). Er soll davonlaufen und machen was er wolle um glücklich sein („Wo du hinmusst, ist nicht mehr mein Problem“), ohne das sie ihm in irgendeiner Form im Wege stehe („Denn ich steh' dir nicht im Weg“).
Aufgebaut ist das Lied aus zwei Strophen, einem Refrain und einer Bridge. Es beginnt mit der ersten Strophe, die als Achtzeiler geschrieben wurde. Darauf folgt zunächst der zweizeilige Prechorus, ehe der eigentliche Refrain mit seinen vier Zeilen einsetzt. Dieser klingt wiederum mit dem ebenfalls zweizeiligen Postchorus aus. Der gleiche Aufbau wiederholt sich mit der zweiten Strophe, nur das diese vier Zeilen umfasst, während der Hauptteil des Refrains sich einmal wiederholt und damit diesmal aus acht Zeilen besteht. Darüber hinaus wiederholt sich auch der zweite Postchorus einmal, sodass dieser sich aus vier Zeilen zusammensetzt. Nach diesem setzt als musikalisches Zwischenspiel die Bridge ein, die den zweiten Teil der Strophe wiederholt, allerdings in einer Art Flüsterton. Danach endet das Lied mit dem dritten Refrain, der wieder in einfacher Ausführung interpretiert wird und dem erneut erweiterten Postchorus.

## Musikvideo
Das Musikvideo zu Tu was du willst wurde in Berlin gedreht und feierte seine Premiere am 6. Juni 2021 auf der Videoplattform YouTube. Dieses zeigt den Tagesverlauf eines Mannes (gespielt von Matthias Roll), der durch diverse egoistische Verhaltensweisen Aufmerksamkeit erlangt. Juno nimmt hierbei die Opferrolle in den verschiedenen Szenen ein. Es beginnt mit Roll, der seiner Partnerin Juno zunächst die Bettdecke klaut, das Bad besetzt, sich ihr Essen schnappt und überhastet die Wohnung verlässt. Juno stellt zwischenzeitlich einen „Happy-Anniversary-Kuchen“ kalt. Im weiteren Verlauf schnappt er einem kleinen Mädchen ein Teilchen weg, rasst durch einen Taubenschwarm am Potsdamer Platz, touchiert mit dem Fahrrad eine Passantin, drängt sich in einem Restaurant vor, bittet andere Restaurantbesucher still zu sein um telefonieren zu können, lässt seine Begleitung wegen des Telefonts sitzen, klemmt seinen Strafzettel an einen anderen Wagen und klaut einer anderen Autofahrerin den Parkplatz. Das Video endet mit Roll, der wieder zu Hause ist und von seiner Partnerin einen Kuss verlangt, doch Juno schlägt ihm nur den Kuchen ins Gesicht. Die Idee zum Video stammt von Juno selbst und ihrer Managerin Britta Ostermann. Regie führte, wie schon bei Obsolet (August 2020) oder auch Lass mich los (Februar 2021), der Wuppertaler Filmemacher Marvin Ströter. Bis Mai 2025 zählte das Video über 900 Tausend Aufrufe auf YouTube.

## Mitwirkende
| Liedproduktion - Joschka Bender: Gitarre, Keyboard, Komposition, Liedtext, Musikproduktion, Programmierung, Tonaufnahme - Madeline Juno: Gesang, Komposition, Liedtext - Horst Koerner: Tontechnik - Ludwig Maier: Mastering - Ralf Christian Mayer: Abmischung - Wieland Stahnecker (Blinker): Komposition, Liedtext Unternehmen - BMG Rights Management: Musikverlag - Embassy of Music: Musiklabel - GKG Mastering: Tonstudio - Tonpool: Vertrieb - Universal Music Publishing: Musikverlag | Visualisierung (Cover) - Danny Jungslund: Fotografie Musikvideo - Steffi Ganschow: Filmproduktion - Madeline Juno: Idee - Vanessa Lichtenwald: Haare, Schminke - Britta Ostermann: Idee - Matthias Roll (TC): Schauspielende Person - Selina Schmucker: Assistenz - Marvin Ströter: Beleuchtung, Kamera, Regie, Schnitt |

## Rezensionen
Die Redaktion vom deutschsprachigen Musikportal Soundjungle beschrieb Tu was du willst also „typisch Maddie“, die ihre Schattenseiten noch nie verheimlicht habe, hierbei aber auch ihre „lässige, augenzwinkernde“ und „emanzipierte Seite“ zeige.
Annika Feldmann vom Online-Magazin laut.de vergab drei von fünf Sternen für Besser kann ich es nicht erklären. Bei Tu was du willst zieht Feldmann vergleiche zu 2raumwohnung, sowohl textlich („36°C aber eiskalt“) als auch produktionstechnisch mit seinem „breiten Beat“, den Synthies und vor allem dem Begleitgesang. Eine große Stärke sei Junos auf eine „außergewöhnlichschöne“ Art „nasalklingende“ Stimme, die in den reduzierten Passagen im Vordergrund stehe, wie zum Beispiel der „halb geflüstert-gesprochenen“ Bridge.

## Kommerzieller Erfolg
Die Single verfehlte den Einstieg in die Singlecharts, konnte sich aber auf Rang 73 in den iTunes-Tagesauswertungen platzieren.